# Heðin Zachariasen
Heðin Zachariasen (Streymnes, 1959. szeptember 13.) feröeri politikus, a Fólkaflokkurin tagja.

## Pályafutása
1992-1996-ig Hvalvík község tanácsának tagja és a község alpolgármestere volt, 1997-2004-ig pedig polgármester. Miután a község beolvadt Sundini községbe, Zachariasen az összevont község polgármestere volt 2005-től 2008-ig, amikor nem indult újra a posztért.
2002-ben a Løgting tagjává választották. 2007 novembere és 2008 januárja között belügyminiszter volt Jóannes Eidesgaard kormányában. 2008 szeptembere óta ismét parlamenti képviselő Jørgen Niclasen helyett.

## Magánélete
Szülei Maria és Hákun Zachariasen. Feleségével, Anna Maria Zachariasennel és két gyermekükkel együtt Streymnesben él.

## Fordítás
- Ez a szócikk részben vagy egészben az Heðin Zachariasen című norvég Wikipédia-szócikk ezen változatának fordításán alapul.  Az eredeti cikk szerkesztőit annak laptörténete sorolja fel. Ez a jelzés csupán a megfogalmazás eredetét és a szerzői jogokat jelzi, nem szolgál a cikkben szereplő információk forrásmegjelöléseként.